# Alice Arlen
Pour les articles homonymes, voir Arlen.
Alice Arlen, née Alice Reeve le 6 novembre 1940 à Chicago (Illinois) et morte le 29 février 2016 à New York (État de New York), est une scénariste américaine.

## Biographie
Alice Arlen a notamment écrit Alamo Bay, tourné par Louis Malle (1985), et coécrit Le Mystère Silkwood (1983), Le Poids de l'eau (2000) et Le Voleur de temps (téléfilm, 2004).